# Wożega
Wożega – osiedle typu miejskiego w Rosji, w obwodzie wołogodzkim. W 2010 roku liczyło 6725 mieszkańców.